# Љу Шаоћи
Љу Шаоћи (кин: 刘少奇; пин: Liú Shàoqí; Хунан, 24. новембар 1898 — Кајфенг, 12. новембар 1969) био је кинески политичар, револуционар и теоретичар марксизма. Био је председник НР Кине од 1959. до 1968, када је пао у Маову немилост због идеолошких неслагања. Страдао је током Културне револуције. Рехабилитовао га је Денг Сјаопинг 1980. године.

## Биографија
Рођен је 1898. године у провинцији Хунан, у имућној сељачкој породици. Након завршетка средње школе, обезбеђена му је стипендија за студиј у Русији. Тамо је 1920. постао члан социјалистичке групе, након чега га је Коминтерна ангажовала да ради у Комунистичком универзитету радника Истока у Москви. Љу се 1921. прикључио новооснованој Комунистичкој партији Кине, а од 1922. је био активан као синдикални вођа.

### Политичка каријера
Године 1927. био је изабран у Централни комитет; тада је обављао партијске послове у Шангају. Након што је Чанг Кај Шек покренуо рат против кинеских комуниста, Љу је постао члан Политбироа КПК 1931. и склонио се на подручје Јанши совјета. Учествовао је у Дугом маршу 1934, а након завршетка марша 1936. је постављен за секретара за северну Кину, где је организовао отпор против јапанских окупатора.
Од 1941. је био политички комесар комунистичке Четврте армије, а 1945. је на Седмом конгресу КПК био изабран за једног од пет секретара партије. Љу је од 1949. Првобитно био потпредседник Националног народног конгреса (1954—1959), након чега је 1959. наследио Маоа на месту председника НР Кине. До 1961. је међу кинеским политичарима већ било јасно да је Мао предвидео Љуа за свог наследника.
Углавном се бавио теоријскихм расправама о организационој структури партије. По уверењима је био ортодоксни комуниста совјетског типа, те се залагао за планску економију и улагање у тешку индустрију. Његова најпознатија дела су „Како бити добар комунист“ (1939), „О Партији“ (1945) и „Интернационализам и национализам“ (1952).

### Сукоб с Маом и пад с власти
Маја 1958. године, Љу је био први од водећих кинеских комуниста који је отворено осудио Маову политику Великог скока напред у чему су га подржали Денг Сјаопинг и Пенг Чен. Пошто се Велики скок напред показао као неуспех, Љу је стекао велику подршку унутар КП Кине и подржао Денга у либерализацији кинеске економије. Мао је у Љуу тада видео супарника чији је циљ да и пре његове смрти преузме власт у Кини. Тако је након почетка Културне револуције 1966. Мао стекао већу популарност унутар партије и убрзо се обрачунао с Љуом. Љу, Денг и остали били су означени као капиталисти, издајице и слично. Љу и његова супруга су 1967. стављени у кућни притвор, а он искључен из чланства КП Кине.
Љу је након хапшења био злостављан на јавним денунцијацијама, ускраћивани су му лекови за дијабетес и запаљење плућа. Службено је осуђен као државни непријатељ на Деветом конгресу КПК, након чега је убрзо умро од болести и лоших услова у затвору 1969. године.

### Рехабилитација
Денг Сјаопинг преживео је Културну револуцију, те је 1978. чак и постао вођа Кине. Он је 1980. године службено рехабилитовао Љуа Шаоћија током заседања Петог пленума 11. Централног комитета КПК, оценивши га као великог марксиста, револуционара и једног од главних вођа Партије. Приређен му је државни спровод, а његов пепео је разасут у море код Ћингдаоа по његовој личној жељи.